# Zwei-Berge-Weg

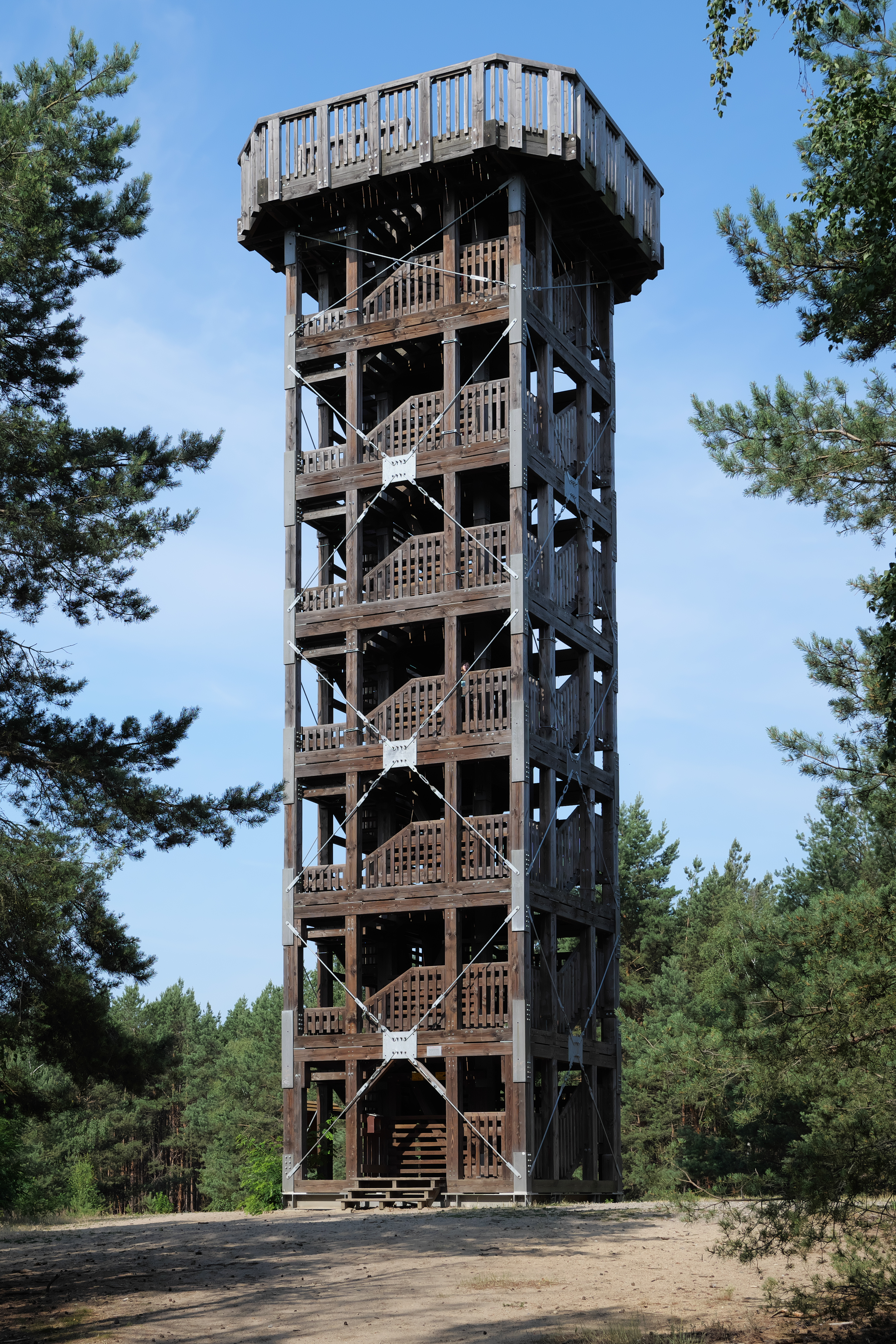
Aussichtsturm Löwendorfer Berg

Der Zwei-Berge-Weg ist ein 13,1 km langer Wanderweg und Teil des FlämingWalks. Er erschließt im Naturpark Nuthe-Nieplitz auf der Gemarkung der Stadt Trebbin den Löwendorfer Berg sowie die Glauer Berge im Landkreis Teltow-Fläming im Land Brandenburg.

## Verlauf

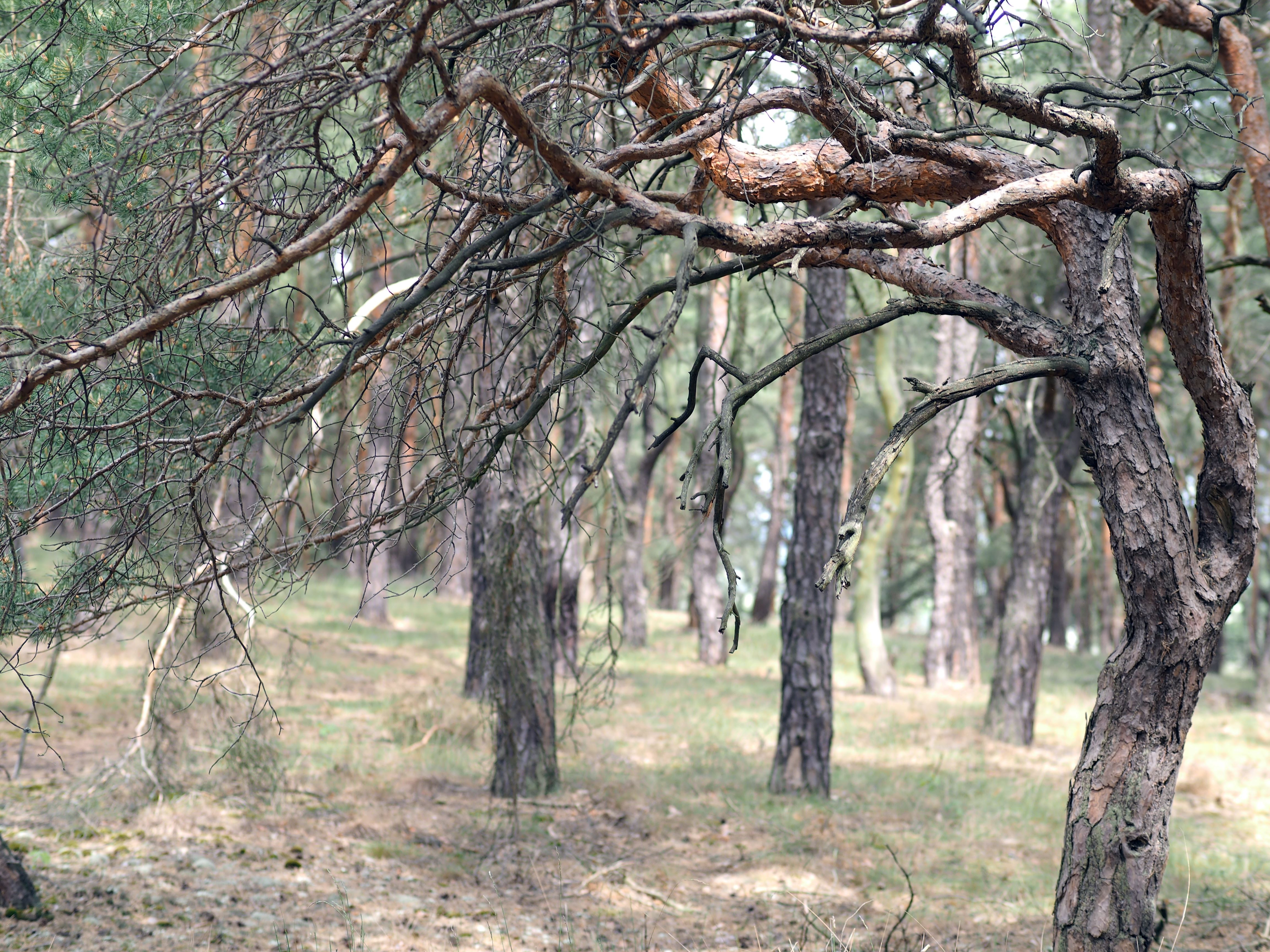
Krüppelkiefern in den Glauer Bergen

Zwar handelt es sich um einen Rundweg, im Kartenmaterial des FlämingWalks ist jedoch die Friedensstadt Weißenberg als Ausgangspunkt angegeben. Von dort führt der Weg unmittelbar in nördlicher Richtung in die Glauer Berge. Auf dem Kamm angekommen verläuft der Weg in westlicher Richtung und trifft anschließend auf zwei weitere Rundwege des FlämingWalks, den Glauer-Berge-Weg sowie den Beuthener-Seen-Weg. Gemeinsam mit letztgenanntem führt er in südlicher Richtung durch die Ravensberge nach Löwendorf, einem weiteren Ortsteil von Trebbin. Dort quert er die Nuthe und führt, gemeinsam mit dem Priedeltalweg anschließend auf den Löwendorfer Berg hinauf. Der Weg verläuft von nun vorzugsweise in nordöstlicher Richtung, durchquert den Trebbiner Wohnplatz Priedel, quert dort die Bundesstraße 246 und führt durch ein Waldgebiet zurück nach Glau.